# 法维安·蒙松
法维安·蒙松（西班牙語：Fabián Monzón，1987年4月13日—），阿根廷男子足球运动员，司职后卫。他曾代表阿根廷国奥队参加2008年夏季奥林匹克运动会足球比赛，获得一枚金牌。